# Simba Sports Club
Actualités
Le Simba Sports Club est un club tanzanien de football basé à Dar es Salam. Avec vingt-deux titres de champion remportés, il est le deuxième club le plus titré du pays après le Young Africans FC. En 2022-2023, l’affluence moyenne de spectateurs de Simba SC est 20.000, le meilleur d’Afrique subsaharienne.

## Palmarès
- Championnat de Tanzanie (22)
  - Champion : 1965, 1966, 1973, 1976, 1977, 1978, 1979, 1980, 1993, 1994, 1995, 2001, 2002, 2003, 2004, 2007, 2010, 2012, 2018, 2019, 2020, 2021

- Coupe de Tanzanie (6)
  - Vainqueur : 1984, 1995, 2000, 2017, 2020, 2021

- Supercoupe de Tanzanie (10)
  - Vainqueur : 2002, 2003, 2005, 2011, 2012, 2017, 2018, 2019, 2020, 2023
  - Finaliste : 2001, 2010

- Coupe de la conféderation
  - Finaliste : 2025

- Coupe de la CAF
  - Finaliste : 1993

- Coupe Kagame inter-club (6)
  - Vainqueur : 1974, 1991, 1992, 1995, 1996, 2002
  - Finaliste : 1975, 1978, 1981, 2003, 2011

## Entraîneurs[2]
- janv. 2013-déc 2013 :  Patrick Liewig
- nov. 2017-juin 2018 :  Pierre Lechantre[3]
- déc. 2019-janv. 2021 :  Sven Vandenbroeck
- janv. 2021-oct. 2021 :  Didier Gomes Da Rosa
- nov. 2021-mai 2022 :  Pablo Franco
- juil. 2022-sept. 2022 :  Zoran Manojlović
- sept. 2022- :  Juma Ngunda

## Joueurs emblématiques
- Mbwana Aly Samatta
- Selemani Ndikumana
- Daniel Adjei
- Cisse Aadan Abshir

## Équipe féminine
La section féminine, les Simba Queens, remporte le Championnat de Tanzanie en 2020 en 2021 et en 2022.